# Цар, Марко
Ма́рко Цар (серб. Marko Car; 30 августа 1859, Херцег-Нови, Черногория — 1 декабря 1953, Белград, Югославия) — сербский и черногорский писатель

, литературный критик, политик и общественный деятель.

## Биография
Марко Цар был полиглотом и эссеистом. Он писал стихи, романы, рассказы, очерки, эссе, отчёты о поездках по свету. В течение своей жизни он также написал множество статей для газет и журналов.
Писатель родился 30 августа 1859 года в городе Херцег-Нови (тогда часть Далмации была в составе Австрийской империи). Получив базовое образование в местной итальянской школе, он переехал в Котор и поступил в гимназию, которую с успехом закончил.
В 1879 году он переехал в тогдашнюю столицу провинции, город Задар, и присоединился к Сербской Народной Партии, лидером которой тогда была Сава Беланович (чью биографию Марко Цар позже напишет и опубликует в газете в Дубровнике), которая боролась за защиту национальных интересов сербского народа.
С 1884 по 1918 год М. Цар работал в Далматинском соборе. Его друзьями и коллегами были Антун Фабрис, Перо Будмани, Луко Зор, Медо Пучич, Нико Пучич, Иван Стоянович и др. Он был редактором журнала «Vuk», одного из самых известных журналов (1884).
После того, как Светомир Николаевич ушёл в большую политику, Марко Цар продолжил его работу по ознакомлению сербских читателей с трудами иностранных писателей и поэтов. 
Когда образовалась Югославия, Марко переехал в новую столицу, Белград. Там он вступил в «Сообщество Сербских Писателей», а позже стал его лидером. В 1941 году, когда Югославия была оккупирована Фашистской Германией, он улетел в Италию; после прекращения войны, в 1945 году, он вернулся в Белград, где и провёл остаток своей жизни.
Он умер 1 декабря 1953 года в Белграде. Его останки были возвращены в Черногорию, в место, где он родился, а позже он был похоронен в монастыре Савина.